# 김용희 (배우)
김용희(1973년 4월 18일 ~ )는 대한민국의 배우이다. 1998년에 MBC 공채 27기 탤런트로 선발되었다.

## 학력
- 송림고등학교
- 명지전문대학

## 출연작

### 영화
- 《인디안 썸머》 (2001년) - 최 변호사 역

### 드라마
- 《굿캐스팅》 (SBS, 2020년) - 옥철 / 마이클 역
- 《검사내전》 (JTBC, 2019년) - 남 부장 역
- 《스케치》 (JTBC, 2018년) - 정일우 역
- 《청춘시대》 (JTBC, 2016년) - 강이나의 세 번째 애인 치과의사 역
- 《사랑하는 은동아》 (JTBC, 2015년) - 이현발 역
- 《앙큼한 돌싱녀》 (MBC, 2014년) - 나수철 역
- 《사랑해서 남주나》 (MBC, 2013년) - 상혁 역
- 《네 이웃의 아내》 (JTBC, 2013년) - 윤 닥터 역
- 《넝쿨째 굴러온 당신》 (KBS2, 2012년) - 차세중 역
- 《인수대비》 (JTBC, 2011년) - 권람 역
- 《짝패》 (MBC, 2011년) - 임포졸 역
- 《역전의 여왕》 (MBC, 2010년) - 오대수 역
- 《아직도 결혼하고 싶은 여자》 (MBC, 2010년) - 최명석 역
- 《내조의 여왕》 (MBC, 2009년) - 하참 과장 역
- 《흔들리지마》 (MBC, 2008년)
- 《에어시티》 (MBC, 2007년) - 지성의 국정원 친구 역
- 《메리대구 공방전》 (MBC, 2007년)
- 《무적의 낙하산 요원》 (SBS, 2006년) - 이풍주 역
- 《사랑은 아무도 못말려》 (MBC, 2006년) - 박길도 역
- 《주몽》 (MBC, 2006년) - 설탁 역
- 《달콤한 스파이》 (MBC, 2005년) - 박 실장 역
- 《제5공화국》 (MBC, 2005년) - 심재철 역
- 《김약국의 딸들》 (MBC, 2005년)
- 《현정아 사랑해》 (MBC, 2002년) - 최규항 역
- 《호텔리어》 (MBC, 2001년) - 김복만의 부하직원 역
- 《맛있는 청혼》 (MBC, 2001년)
- 《사랑은 아무나 하나》 (MBC, 2000년)
- 《눈으로 말해요》 (MBC, 2000년)
- 《허준》 (MBC, 1999년)
- 《국희》 (MBC, 1999년)
- 《해바라기》 (MBC, 1998년)
- 《애드버킷》 (MBC, 1998년)
- 《전원일기》 (MBC, 1998년)